# Can Ferrer (Cornellà del Terri)
Can Ferrer és una masia de Cornellà del Terri (Pla de l'Estany) inclosa a l'Inventari del Patrimoni Arquitectònic de Catalunya.

## Descripció
Edifici de planta quadrangular, desenvolupat en una planta semisoterrani i dues plantes superiors. Les parets estructurals són de pedra morterada, amb carreus a les cantonades, emmarcant els forats i en els ampits de les finestres. Les façanes presenten arrebossat deixant els carreus a la vista. Interiorment s'estructura en tres crugies perpendiculars a la façana sud-est.
L'accés es realitza per la façana de sud-oest i a nivell del pis. La coberta és a dues vessants de teula àrab i acabada amb un ràfec de tres fileres amb combinació de teula i rajol.

## Història
A la llinda de la porta d'accés hi consta la següent inscripció: "Miquel Farrer, pages de Ravos, 1616".
```
A la llinda d'una finestra del pis de la façana sud-est hi consta l'any 1643. En una llinda de la façana nord-est hi ha l'any 1630 i en una llinda de la façana nord-oest hi ha cisellada la inscripció "Pere Balla, 1650".
[
1
]
```